# ハンス・クラーマー

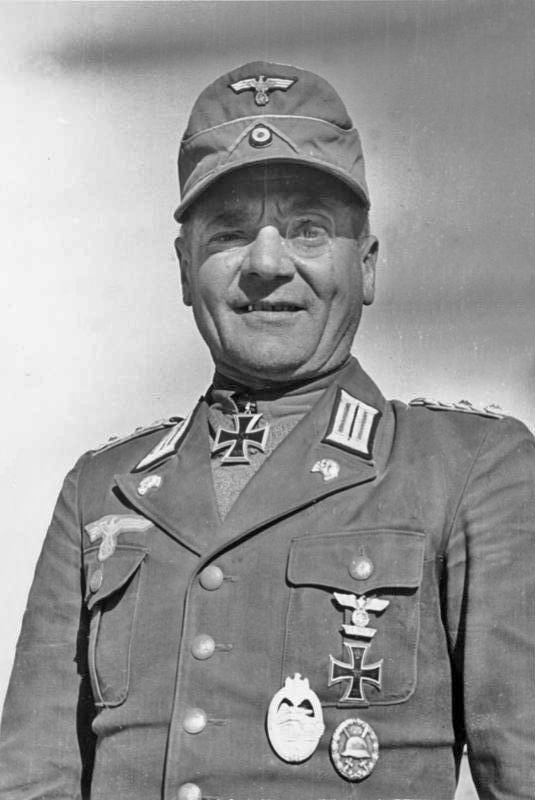
ハンス・クラーマー（1941年）

ハンス・クラーマー（Hans Cramer, 1896年7月13日 - 1968年10月28日）は、ドイツの軍人。最終階級は装甲兵大将（General der Panzertruppe）。

## 経歴

### 第一次世界大戦
1896年、ミンデンに生まれる。
第一次世界大戦勃発直後の1914年8月10日、プロイセン陸軍の士官候補生隊（Kadettenkorps）に入隊し、士官候補生（Fähnrich）として故郷近くに駐屯していた第15（ヴェストファーレン第2）「オランダ皇太子フリードリヒ」歩兵連隊に配属された。同年10月24日から西部戦線に従軍し、12月25日には少尉に昇進する。1915年8月22日から中隊長として勤務し、1916年3月4日には大隊付副官（Bataillonsadjutant）に選ばれている。1918年7月5日、所属を第55（ヴェストファーレン第6）「ビューロウ・フォン・デネヴィッツ男爵」歩兵連隊に移し、同連隊の第1機関銃中隊の中隊長となる。1918年8月8日にはイギリス軍の捕虜となり、敗戦後の1919年4月15日に釈放された。
ヴァイマル共和国軍にも残留し、帰国後は第14歩兵連隊に配属される。1920年8月10日には連隊副官補（stellvertretender Regimentsadjutant）に選ばれる。同年10月1日には第18歩兵連隊に所属を移し、また1923年1月1日には第13（プロイセン）軽歩兵連隊（13. (Preußisches) Reiter-Regiment）に移る。1924年春から教育中隊（Ausbildungs-Eskadron）に勤務し、1925年4月1日には中尉に昇進する。その後、複数の部隊での勤務を経て、1931年2月1日には騎兵大尉（Rittmeister）に昇進。1936年1月1日には少佐、1939年2月1日には中佐へと昇進を重ねる。

### 第二次世界大戦
動員が行われた後の1939年8月26日には、騎兵教導研究隊（Kavallerie-Lehr- und Versuchsabteilung）の指揮官に就任。この部隊は後に訓練教導隊（Aufklärungslehrabteilung）と改称されている。クラーマーはこの部隊を率いてポーランド侵攻に参加し、一級・二級の鉄十字章略称を受章している。その後のフランス侵攻にも参加した。1941年3月25日、第15装甲師団第8戦車連隊の連隊長に就任。同年4月、第8連隊はドイツアフリカ軍団（DAK）の一部としてアフリカ戦線へと送られた。6月24日、サルームを巡る戦いの最中に重傷を負うが、数日後には戦功を称え騎士鉄十字章が授与されている。9月には第8連隊長の職に復帰する。10月1日、彼は大佐に昇進すると共に、指揮官教育の一環として第10装甲師団所属の戦車連隊で連隊長を務める。
1942年4月1日、陸軍総司令部の機動戦指揮官参謀長（Chef des Stabes des Generals der Schnellen Truppen）に任命される。同年11月1日には機動戦指揮官たる少将に昇進している。また11月中には第48装甲軍団の司令官補を一時務めた。1943年1月22日、中将に昇進し、クラーマー特務軍団（Generalkommando z.b.V. Cramer）の指揮官となる。2月10日、エアハルト・ラウスに指揮官の職を引き継ぎ、待機司令官（Führerreserve）に編入された。3月13日、指揮官として復帰し、再びアフリカ方面で装甲部隊の指揮を執る。5月1日、装甲兵大将に昇進。1943年5月12日、指揮下の軍団をイギリス軍へと降伏させ、捕虜となった。

#### 降伏と帰国

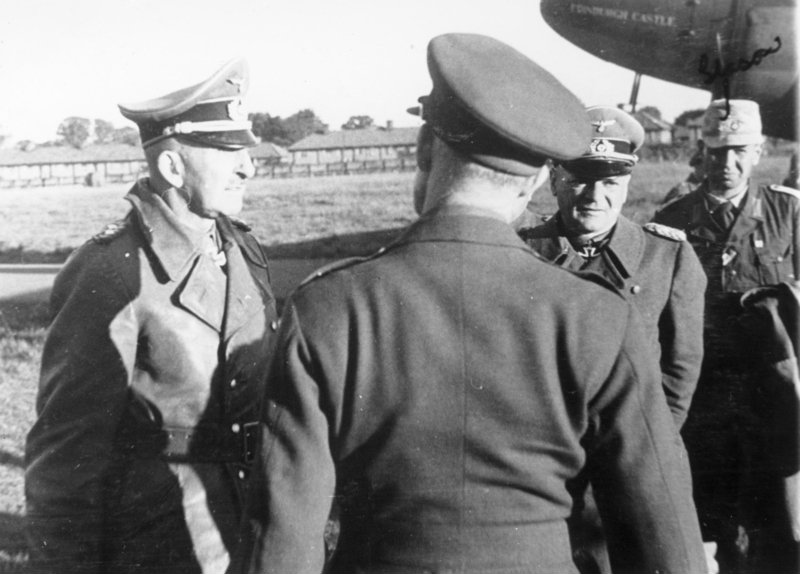
1943年、トレントパーク収容所に到着したクラーマー大将（中央奥）とフォン・アルニム上級大将（左）。

クラーマーは1943年5月16日からイギリスの将官収容所であったトレントパーク収容所に収容された。しかし1944年2月22日には持病の喘息が悪化した為にドイツへの送還が認められた。この際、連合国軍は彼をノルマンディー侵攻に先立つ欺瞞作戦（フォーティテュード作戦）に利用した。送還前、クラーマーには「連合国軍がカレーへの上陸を計画している」という情報が断片的に与えられ、さらにヨーロッパ侵攻の指揮を執るとされたジョージ・パットンとの夕食会も催された。クラーマーはこの情報を信じ込んだままドイツへの帰国を果たし、後に総統アドルフ・ヒトラーに対しヨーロッパ侵攻に関する一連の情報を個人的に報告している。その後、クラーマーはフランス戦線の西方装甲集団に配属された。部隊指揮は任されなかったものの、エルヴィン・ロンメル元帥の側近として勤務した。1944年7月20日、元捕虜ということもあり7月20日事件への関与が疑われ、当局に逮捕される。7月26日から8月5日までベルリンのプリンツ・アルブレヒト大通りにあるゲシュタポの収容所に収監され、その後ラーフェンスブリュック強制収容所の付属収容所に移る。1944年9月14日には国防軍からの除隊手続きが行われた。9月末からベルリンのシャリテー病院に入院し、12月24日以降は自宅軟禁となった。

### 敗戦後
敗戦後の1945年5月から1946年2月15日まで、イギリス軍占領下のホルシュタインにおけるドイツ捕虜の総司令官たる役職を務めた。1968年死去。

## 受章
- 一級・二級鉄十字章（1914年版）[4]
- リッペ侯国英雄戦功名誉十字章（ドイツ語版）[4]
- リッペ侯国戦功十字章（ドイツ語版）[4]
- リッペ侯国忠勤十字章（ドイツ語版）[4]
- 戦傷章銀章（1918年版）[4]
- 一級～四級国防軍勤続章
- 一級・二級鉄十字章略章
- 戦車突撃章銀章
- 騎士鉄十字章 - 1941年6月27日受章[5]
- ドイツ十字章金章 - 1942年3月5日受章[5]
- アフリカ従軍袖章（ドイツ語版）
- イタリアの星植民地勲章（ドイツ語版）指揮官級 - 1942年5月7日受章